# Лопашки
Лопашки (Горавичи) — опустевшая деревня в Городокском районе Витебской области Белоруссии.
Находилась в 4 верстах к юго-востоку от современной деревни Жуково.

## История
Деревня отмечена на карте середины XIX века под названием Горавичи (Лопашки). В Списке населённых мест Витебской губернии 1906 года под названием Горавичи (стр.79 №2). На картах РККА 1930-х годов под названием Лопашки. На топографической карте начала 1980-х годов уже обозначена как  урочище Лопашки, а не деревня.